# 马尔谢勒波-米斯里
马尔谢勒波-米斯里（法語：Marchélepot-Misery，法語發音：[maʁʃelpo mizʁi]）是法国索姆省的一个市镇，属于佩罗讷区。该市镇于2019年由原市镇马尔谢勒波和米斯里合并而成，行政中心位于马尔谢勒波。

## 地理
马尔谢勒波-米斯里（49°46'58.8"N, 2°52'2.6"E）面积8.55 平方千米，位于法国上法蘭西大區索姆省，该省份为法国北部沿海省份，北起加来海峡省和北部省，西接滨海塞纳省和大西洋英吉利海峡，南至瓦兹省，东临埃纳省。
与马尔谢勒波-米斯里接壤的市镇（或旧市镇、城区）包括：弗雷讷-马藏库尔、维莱卡博内勒、圣克里斯特-布里约斯特、利库尔、伊佩库尔、阿布兰库尔-普雷苏瓦尔。
马尔谢勒波-米斯里的时区为UTC+01:00、UTC+02:00（夏令时）。

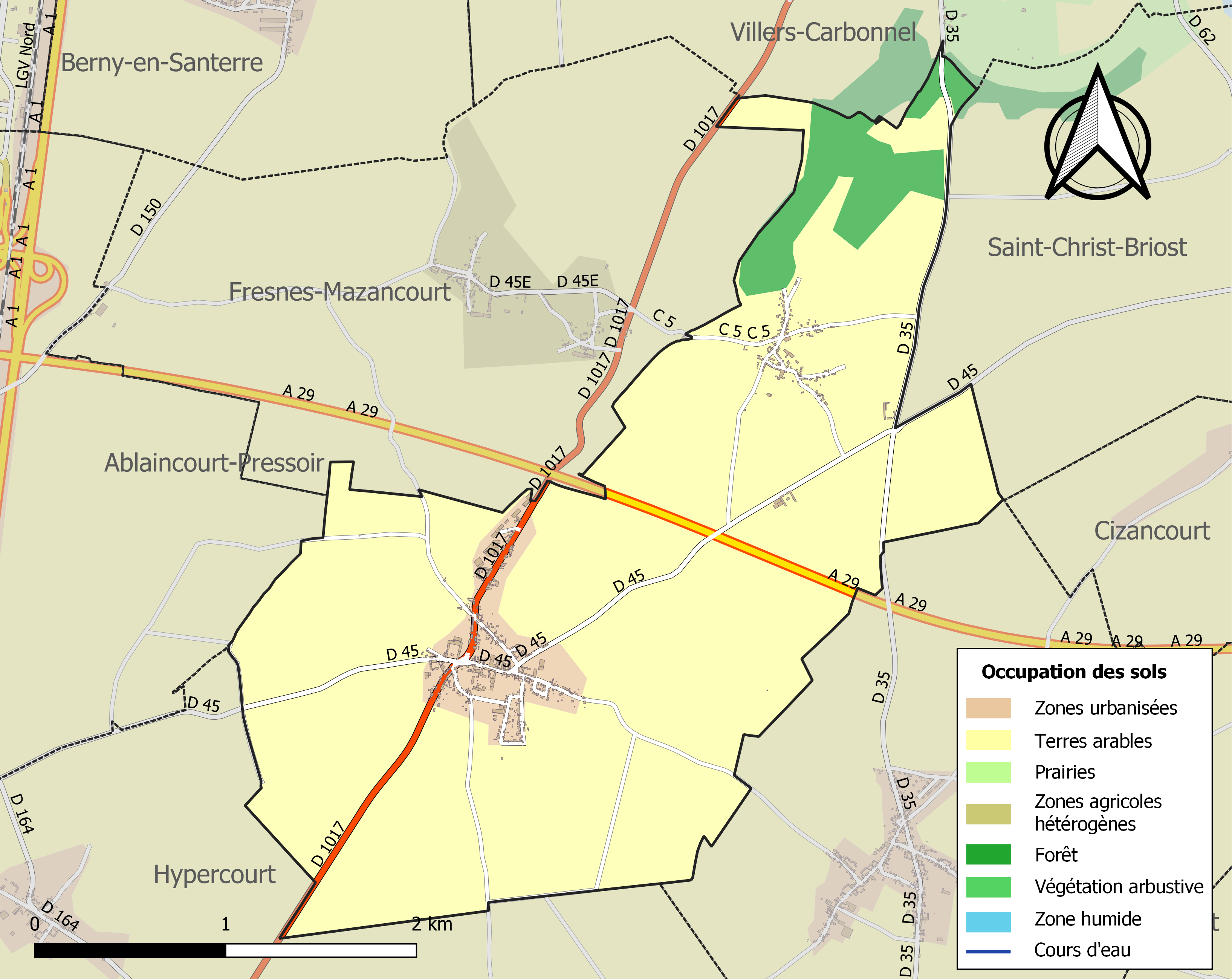
马尔谢勒波-米斯里的OSM定位图

## 行政
马尔谢勒波-米斯里的邮政编码为80200，INSEE市镇编码为80509。

## 政治
马尔谢勒波-米斯里所属的省级选区为阿姆县。

## 人口
马尔谢勒波-米斯里于2022年1月1日时的人口数量为580人。